# Column One
Column One (deel van het televisieprogramma After Hours dat zondagmorgen Europese tijd op Fox News wordt uitgezonden) is een columndeel van de Amerikaanse journalist Cal Thomas. De column draagt meestal een conservatieve boodschap, een waarschuwing aan het adres van de Republikeinen dat ze op moeten passen voor de lafheid van de Democraten.